# Клівант Деррікс
Клівант Деррікс молодший (англ. Cleavant Derricks Jr.; нар. 15 травня 1953) — американський актор, співак і автор пісень, лауреат театральної премії «Тоні», найбільш відомий роллю Рембрандта Брауна в серіалі «Вир світів» (1995—2000).

## Життєпис
Народився 15 травня 1953 року в Ноксвіллі, штат Теннессі, в сім'ї піаністки Сесіль і баптистського проповідника та композитора Кліванта Деррікса старшого, відомого завдяки своєму популярному госпел-гімну «Just a Little Talk with Jesus». Має брата-близнюка Клінтона Деррікса-Керрола, також актора і музиканта.
Розпочав свою кар'єру як автор пісень у стилі госпел у Нашвіллі. Разом із батьком написали госпел-альбом «Satisfaction Guaranteed». Був музичним керівником і композитором мюзиклу «When Hell Freezes Over I'll Skate».
Поїхав до Нью-Йорка, щоб вивчати акторську майстерність під керівництвом Віннет Керролл (1922—2002) в Urban Arts Theatre.
Здобув схвальні відгуки за виступи в шоу на Бродвеї, зокрема у «But Never Jam Today» та «Brooklyn». За роль Джеймса «Грома» Ерлі в мюзиклі «Dreamgirls» нагороджений театральними преміями «Тоні» та «Драма Деск». Поза Бродвеєм зіграв у мюзиклі Вільяма Фінна «Romance in Hard Times» (The Public Theater, 1989 рік).
Окрім театру, брав участь у кількох художніх фільмах «Москва на Гудзоні» (1984), «The Slugger's Wife» (1985), «Карнавал душ» (1998), телесеріалах Розанна (телесеріал), Інший світ (серіал), Усі жінки — відьми та інших.
У 1995-2000 роках на каналах Fox та Sci Fi вийшов телесеріал "«Вир світів», в якому Клівант Деррікс зіграв одну з головних ролей «Плаксія» Рембрандта Брауна, разом із Джеррі О'Коннеллом, Сабріною Ллойд та Джоном Ріс-Девісом.
У 2019 році виконав роль Чарівника країни Оз у другому американському турі мюзиклу «Зла» (Wicked). Він повторив цю роль у 2022 році на Бродвеї. 
Влітку 2024 року він зіграв Джо у фільмі «Офіціантка в театрі Оганквіт».

## Дискографія
- 1982 — Dreamgirls: Original Broadway Cast Album
- 1999 — Beginnings
- 2004 — Brooklyn

## Фільмографія

### Кінофільми
- 1981 — Форт Апач, Бронкс — підозрюваний № 4
- 1984 — Москва на Гудзоні — Лайонел Візерспун
- 1985 — The Slugger's Wife — Менні Альварадо
- 1986 — Off Beat — Ейб Вашингтон
- 1998 — Карнавал душ — Сід
- 2001 — World Traveler — Карл
- 2008 — Rome & Jewel — Преподобний К'ю

### Телефільми
- 1978 — Cindy — Майкл Сімпсон
- 1979 — When Hell Freezes Over, I'll Skate
- 1982 — The Ambush murders
- 1987 — Bluffing It — Кел
- 1990 — The Bakery — Чарльз Слейтер
- 1990 — Piece of Cake — Воллі
- 2006 — Basilisk: The Serpent King — полковник Дуглас
- 2011 — Виверження в Маямі — Рей Міллер

### Телесеріали
- 1985 — Поліція Маямі — Девід Джонс (1 епізод)
- 1986 — The Equalizer — Сонні Рейнз (2 епізоди)
- 1987 — CBS Summer Playhouse — Мервін (епізод «Mickey and Nora»)
- 1987 — Spenser: For Hire — Мак Дікерсон (1 епізод)
- 1987 — Агентство «Місячне сяйво» — Леонард Гейвен (2 епізоди)
- 1987—1988 — Private Eye — Фелікс Мак-Феттер (2 епізоди)
- 1989 — Розанна — Томмі (1 епізод)
- 1991 — Інший світ — Ларрі (1 епізод)
- 1991 — L.A. Law — Марк Райт (1 епізод)
- 1991 — Good Sports — Джефф Массбергер (15 епізодів)
- 1991 — Sibs — офіцер Мілнер (1 епізод)
- 1991—1992 — Drexell's Class — Джордж Фостер (17 епізодів)
- 1992 — Woops! — доктор Фредерік Росс (11 епізодів)
- 1993—1994 — Thea — Чарльз Рассел (19 епізодів)
- 1994—1995 — Something Wilder — Калеб Еттакс (3 епізоди)
- 1999 — Touched by an Angel — Роберт Спрінгбелт (1 епізод)
- 1995—2000 — Вир світів — Рембрант Браун, «Плаксій» (головна роль, 87 епізодів)
- 2000 — Усі жінки — відьми — Клівант Вілсон (1 епізод)
- 2000 — 18 Wheels of Justice — Гарольд Бейнс (1 епізод)
- 2001 — Практика — Нейтан Ліз (1 епізод)
- 2002 — Any Day Now — 1 епізод
- 2002 — The Bernie Mac Show — Віллі (1 епізод)
- 2007 — The Wedding Bells — Седрік (5 епізодів)
- 2007 — Мертва справа — Ллойд у 2003 році (1 епізод)